# Stenogammarus (Wolgagammarus) dzjubani
Stenogammarus (Wolgagammarus) dzjubani is een vlokreeftensoort uit de familie van de Pontogammaridae. De wetenschappelijke naam van de soort is voor het eerst geldig gepubliceerd in 1972 door Mordukhai-Boltovskoi & Ljakhov.